# Rotschopftaube
Die Rotschopftaube (Geophaps plumifera), auch Spinifextaube, Schopfwachteltaube oder Weißbauch-Schopfwachteltaube genannt, ist ein  Vogel in der Familie der Tauben (Columbidae). Die Rotschopftaube ist eine bodenbewohnende Art, die in vier Unterarten vorkommt und zur Fauna Australiens zählt. Sie ist eine Art trockener Biotope und besiedelt auch lichte Wälder mit Felsformationen. Auf Grund ihres überwiegend rostbraunen Gefieders ist sie auf dem häufig rötlichen Boden ihres Lebensraumes sehr gut getarnt. 

## Erscheinungsbild
Wie die Bezeichnung Schopfwachteltaube andeutet, erinnert die Gestalt der Rotschopftaube eher an Wachteln. Mit einer Körperlänge von 20 Zentimetern und einem Gewicht von 110 Gramm ist sie kleiner als eine Lachtaube. Der Geschlechtsdimorphismus ist unauffällig. Weibchen sind etwas kleiner, haben einen etwas zierlicheren Kopf und der Schopf ist etwas kürzer als bei den Männchen. Auch das rote Gesichtsfeld ist etwas weniger stark ausgeprägt.
Auffallendstes Merkmal der Rotschopftaube ist der lange, graubraune Federschopf. Das Gefieder der Rotschopftaube ist überwiegend Gelbbraun mit einem rötlichen Schimmer und schwarzen und grauen Streifen. Der Vorderkopf ist aschgrau. Der Oberkopf ist rotbraun. Die Augenumgebung ist nackt und rot. Die Kehle ist weiß. Darunter verläuft ein schwarzer Streifen, der bis zum Ohrfleck reicht. Ein zweiter schwarzer Streifen verläuft von der unteren Schnabelbasis halbkreisförmig um das Auge. Die Handschwingen sind zimtbraun mit dunkeln Spitzen. Die Schwanzfedern sind mittelbraun. Die äußeren Schwanzfedern haben ein schwarzes Ende. Brust und Bauch sind zimtbraun. Über die Brust verläuft ein graues breites Band, dass unten durch ein schmäleres dunkles Band begrenzt ist. Die Unterschwanzdecken sind graubraun. Der Schnabel ist dunkel und kräftig. Die Iris ist orange.
Der Flug ist schnell und weist ähnlich wie bei den Schopftauben Gleitphasen auf. Auffliegende Rotschopftauben verursachen als Instrumentallaut ein schwirrendes Fluggeräusch.

## Verbreitung und Verhalten
Rotschopftauben bewohnen die trockenen Gebiete in Zentralaustralien und im Nordwesten von Australien. Die Art lebt ausschließlich auf den Boden und fliegt nie auf Bäume. Sie besiedelt in Australien aride Regionen, die mit niedrigen Büschen und vor allem mit Spinifex-Gräsern bestanden sind. Sie ist auf die Nähe von offenen Wasserstellen angewiesen. Ihre Nahrung besteht neben den Samen von Gräsern, Sträuchern und Bäumen auch aus wenigen Insekten und Grünzeug. Die Zusammensetzung differiert jahreszeitlich. 
Am Boden bewegt sich die Rotschopftaube in einer Weise fort, die an Steinhühner erinnert: Sie bewegt sich sehr schnell, der Körper ist aufgerichtet und die Schritte weit ausholend. Rotschopftauben, die sich beunruhigt fühlen, drücken sich zunächst auf den Boden und fliegen erst bei unmittelbarer Annäherung auf. 
Ihre Nester legen sie auf steinigem und felsigem Grund an. Die Fortpflanzungszeit fällt meist in die Regenzeit, da dann genügend Nahrung wie die Samen der Gräser zur Verfügung stehen. Rotschopftauben brüten in lockeren Kolonien, zeigen untereinander jedoch ein ausgeprägt aggressives Verhalten. In die Nestmulde, die nur mit etwas Gras ausgepolstert ist, werden zwei weiße bis  cremefarbene Eier gelegt. An dem Brutgeschäft beteiligen sich beide Altvögel. Junge Schopfwachteltauben verlassen mit etwa 10 Tagen das Nest, sind aber zu dem Zeitpunkt noch nicht flugfähig.

## Haltung in menschlicher Obhut
Die ersten Rotschopftauben wurden 1865 im Zoo von Amsterdam gehalten. In Deutschland kamen diese Tauben erstmals 1893 in den Handel. Die Erstzucht gelang 1894 in Frankreich. Rotschopftauben sind zwar sehr legewillige Tauben, die Aufzucht von jungen Rotschopftauben gilt trotzdem als schwierig, da die ausreichende Versorgung mit Wasser und Nahrung die Tauben anregt, bereits mit der Zweitbrut zu beginnen, bevor die Jungen der ersten Brut selbständig sind. In der Regel werden daher Rotschopftauben mit Lachtauben als Ammen großgezogen. Der auf die Haltung von Wildtauben spezialisierte Alois Münst berichtet sogar, dass ihm keinerlei Zuchtberichte über natürliche Aufzuchten vorlägen.
Rotschopftauben benötigen eine sonnige und trockene Voliere sowie in den mitteleuropäischen Klimazonen einen beheizbaren Schutzraum. Es sind sehr aggressive Vögel. Bei der Haltung von zwei Männchen kommt es sehr schnell zum Tod eines der beiden Tiere. Die Männchen zeigen ein hohes Aggressionspotential jedoch auch gegenüber den Weibchen. Es wird daher empfohlen, einem Männchen zwei bis drei Weibchen zuzugesellen. Eine Gemeinschaftshaltung mit anderen Vögeln ist nicht möglich. Männchen töten auch wesentlich größere Volierenmitbewohner.

## Belege